# Cost, Insurance and Freight
Cost, insurance and freight, förkortat CIF (kostnad, försäkring, frakt), är en Incoterm som används inom handel och sjötransporter. CIF betyder att säljaren har levererat när godset har passerat fartygets reling i ankomsthamnen. 
Säljaren måste betala alla kostnader för att godset ska komma till ankomsthamnen. Säljaren måste också stå för marinförsäkring även för köparen. Endast minimikrav ställs på säljarens försäkring. Säljaren ska exportklarera varan. Transportrisken övergår när godset passerat fartygets reling i lastningshamnen. Transportdokumentet övergår när godset passerat fartygets reling i lossningshamnen. Kostnaden för godstransporten övergår när godset ligger vid fartygets reling i lossningshamnen.

## Källhänvisningar
1. ↑  "CIF". NE.se. Läst 26 augusti 2014.
2. ↑  ”CIF” (på amerikansk engelska). Logistics Glossary. Arkiverad från originalet den 25 september 2022. https://web.archive.org/web/20220925071623/https://www.logisticsglossary.com/term/cif/. Läst 4 augusti 2022.